# Hjällbo centrum

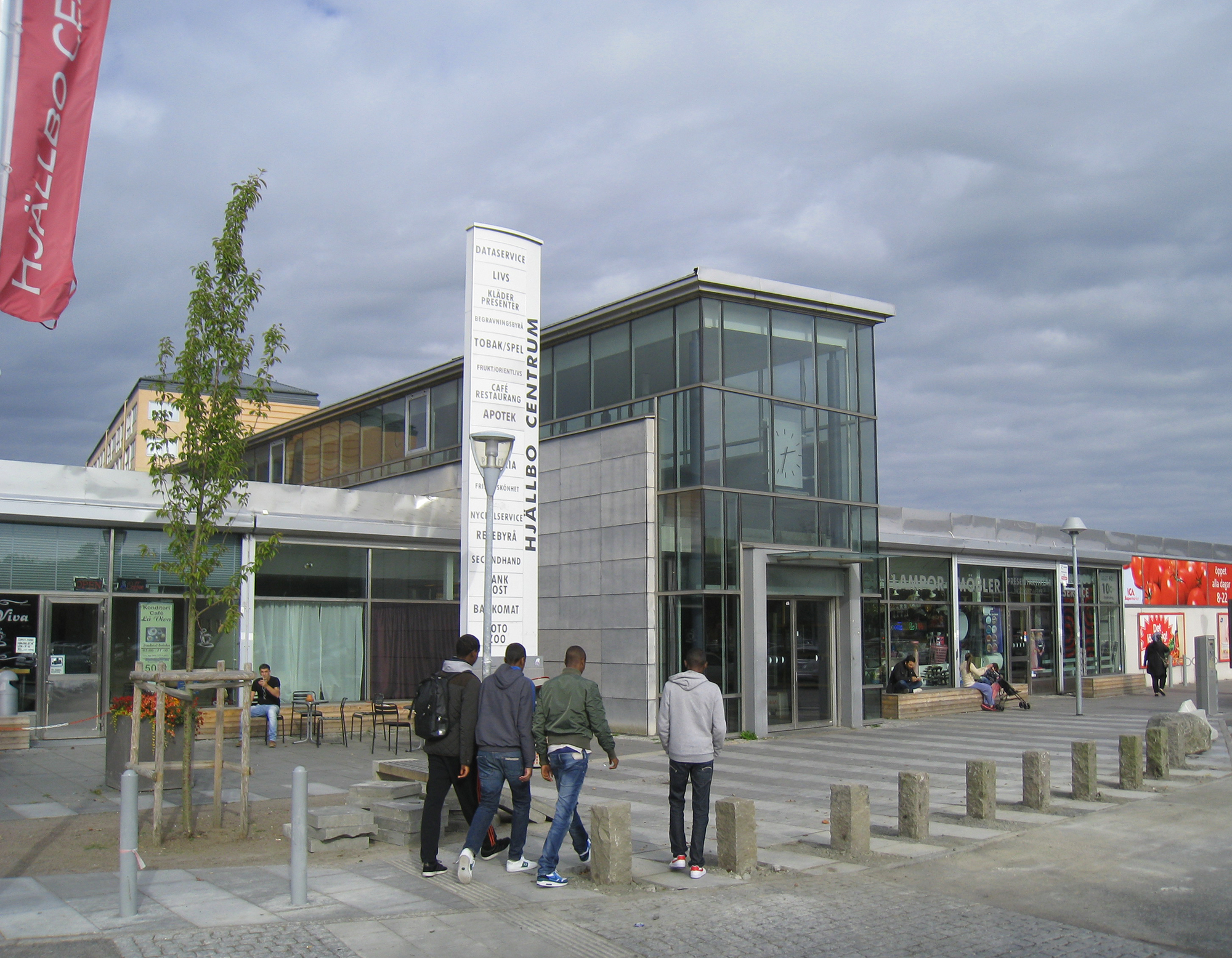
Hjällbo centrum

Hjällbo centrum ligger i stadsdelen Hjällbo i Göteborg. Det byggdes 1969 och ritades ursprungligen av White Arkitektkontor AB. 2001 byggdes Hjällbo centrum om och fick ett förändrat utseende, ritat av Liljewall Arkitekter AB. 
På torget finns en saluhall med frukt och grönt. I handelsbyggnaden finns bland annat mataffär, frisör, presentbutik, orientalisk livs, bank och pizzeria. På torget finns också apotek och vårdcentral. I Hjällbo centrum finns även bibliotek och kyrka. 
Hjällbo centrum ägs och förvaltas av Göteborgslokaler.